# Джордж, Питер
Питер Брайан Джордж (англ. Peter Bryan George; 24 марта 1924, Треорси — 1 июня 1966, Гастингс) — британский писатель, наиболее известным произведением которого является роман «Красная тревога», также известный как «Два часа до гибели», написанный под псевдонимом Питер Брайант. В 1964 году по мотивам книги Стэнли Кубрик снял фильм «Доктор Стрейнджлав, или Как я перестал бояться и полюбил бомбу» в стиле черной абсурдистской комедии. В том же году по мотивам романа вышел политический триллер «Система безопасности» Сидни Люмета в более реалистичном драматическом формате.

## Биография
Питер родился в Треорси, Уэльс. Был ветераном британских ВВС, во время Второй мировой войны чуть не погиб в авиакатастрофе, после был активистом Кампании за ядерное разоружение. 1 июня 1966 года в Гастингсе покончил жизнь самоубийством, выстрелив себе в рот.